# 星球大战：战机中队
《星際大戰：战机中隊》是一款2020年发售的飞行模拟游戏。该游戏由Motive Studios开发，艺电发行。游戏的剧情发生在电影《星球大战VI：绝地归来》之后。同时本作也是艺电获得《星球大战》游戏版权后的第四部作品。